# جانگی‌اوزن
جانگی‌اوزن (به قزاقی: Жаңаөзен، جاڭاوزەن) شهری در استان مانغیستاو کشور قزاقستان است که در سرشماری سال ۲۰۰۸ میلادی، ۶۰۷۹۶ نفر جمعیت داشته است و از سال ۱۹۶۸ میلادی به‌عنوان شهر شناخته می‌شده است.
نام جانگی‌اوزناز دو جزء جانگی (جاڭا، شکل دیگر ینگی/یئنی ترکی به معنی «نو») و اوزن (به معنی رودخانه) ترکیب شده و به معنی «رود نو» است.

## آب و هوا
| داده‌های اقلیم جانگی‌اوزن                           | داده‌های اقلیم جانگی‌اوزن | داده‌های اقلیم جانگی‌اوزن | داده‌های اقلیم جانگی‌اوزن | داده‌های اقلیم جانگی‌اوزن | داده‌های اقلیم جانگی‌اوزن | داده‌های اقلیم جانگی‌اوزن | داده‌های اقلیم جانگی‌اوزن | داده‌های اقلیم جانگی‌اوزن | داده‌های اقلیم جانگی‌اوزن | داده‌های اقلیم جانگی‌اوزن | داده‌های اقلیم جانگی‌اوزن | داده‌های اقلیم جانگی‌اوزن | داده‌های اقلیم جانگی‌اوزن |
| ماه                                               | ژانویه                  | فوریه                   | مارس                    | آوریل                   | مه                      | ژوئن                    | ژوئیه                   | اوت                     | سپتامبر                 | اکتبر                   | نوامبر                  | دسامبر                  | سال                     |
| ------------------------------------------------- | ----------------------- | ----------------------- | ----------------------- | ----------------------- | ----------------------- | ----------------------- | ----------------------- | ----------------------- | ----------------------- | ----------------------- | ----------------------- | ----------------------- | ----------------------- |
| میانگین بیش‌ترین °C (°F)                           | ۰٫۸ (۳۳)                | ۱٫۳ (۳۴)                | ۷٫۳ (۴۵)                | ۱۷٫۲ (۶۳)               | ۲۴٫۷ (۷۶)               | ۲۹٫۷ (۸۵)               | ۳۲٫۷ (۹۱)               | ۳۲٫۶ (۹۱)               | ۲۵٫۷ (۷۸)               | ۱۶٫۸ (۶۲)               | ۹٫۱ (۴۸)                | ۳٫۳ (۳۸)                | ۱۶٫۷۷ (۶۲)              |
| میانگین روزانه °C (°F)                            | −۲٫۹ (۲۷)               | −۲٫۷ (۲۷)               | ۲٫۸ (۳۷)                | ۱۱٫۵ (۵۳)               | ۱۸٫۷ (۶۶)               | ۲۳٫۵ (۷۴)               | ۲۶٫۶ (۸۰)               | ۲۵٫۷ (۷۸)               | ۱۹٫۵ (۶۷)               | ۱۱٫۶ (۵۳)               | ۵٫۱ (۴۱)                | ۰٫۳ (۳۳)                | ۱۱٫۶۴ (۵۳)              |
| میانگین کم‌ترین °C (°F)                            | −۶٫۵ (۲۰)               | −۶٫۷ (۲۰)               | −۱٫۶ (۲۹)               | ۵٫۹ (۴۳)                | ۱۲٫۷ (۵۵)               | ۱۷٫۴ (۶۳)               | ۲۰٫۵ (۶۹)               | ۱۸٫۸ (۶۶)               | ۱۳٫۳ (۵۶)               | ۶٫۴ (۴۴)                | ۱٫۱ (۳۴)                | −۲٫۶ (۲۷)               | ۶٫۵۶ (۴۳٫۸)             |
| بارندگی میلی‌متر (اینچ)                            | ۸ (۰٫۳۱)                | ۸ (۰٫۳۱)                | ۱۴ (۰٫۵۵)               | ۱۶ (۰٫۶۳)               | ۱۶ (۰٫۶۳)               | ۹ (۰٫۳۵)                | ۸ (۰٫۳۱)                | ۶ (۰٫۲۴)                | ۷ (۰٫۲۸)                | ۱۱ (۰٫۴۳)               | ۱۳ (۰٫۵۱)               | ۱۲ (۰٫۴۷)               | ۱۲۸ (۵٫۰۲)              |
| منبع: https://en.climate-data.org/location/25822/ |                         |                         |                         |                         |                         |                         |                         |                         |                         |                         |                         |                         |                         |